# Tricyclo(3.1.0.02,6)hex-1(6)-ène
Le tricyclo[3.1.0.02,6]hex-16-ène de formule brute C6H6 est un des hydrocarbures isomères du benzène. Il est structurellement très proche du benzvalène ou tricyclo[3.1.0.02,6]hex-34-ène. Il a été synthétisé en 1978 par Ursula Szeimies-Seebach et al. et il est le dernier des isomères C6H6 à avoir été synthétisé.